# Cédric Ferchaud
Cédric Jacques Ferchaud (Cholet, 15 luglio 1980) è un cestista francese.

## Carriera
Ha giocato con il Cholet (1998-99), Prissé (NM1 1999-00), Mulhouse (Pro B, 2000-02), Cholet (Pro A, 2002-06), Pau-Orthez (Pro A, 2006-)
Ha vinto la coppa di Francia nel 2007.
Nel 2007 è stato convocato per gli Europei in Spagna con la maglia della nazionale della Francia.

## Palmarès
- Coppa di Francia: 1

Pau-Orthez: 2007
- Match des Champions: 1

Pau-Orthez: 2007